# Liste des personnages de La Bande à Picsou

Logo Original de La Bande à Picsou

Cet article présente une liste des personnages apparaissant dans les séries télévisées d'animations La Bande à Picsou (1987) et son reboot La Bande à Picsou (2017), toutes deux produites par Disney Television Animation. Bien avant la création de la série, de nombreux personnages listés sur cette page sont apparus dans les histoires de bandes dessinées de l'oncle Picsou, en particulier celles créées par Carl Barks.

## Personnages principaux

### Balthazar Picsou
Balthazar Picsou (Scrooge McDuck en VO) est un personnage phare de Disney, apparu pour la première fois en 1947, sous le crayon du scénariste-dessinateur Carl Barks. Il est le canard le plus riche du monde et un citoyen distingué de Canardville (Duckburg). Personnage plutôt avare, il est l'oncle de Donald Duck et le grand-oncle des triplés Riri, Fifi et Loulou. Picsou est le principal protagoniste de la série originale et du reboot de 2017.
Dans la série de 1987, Picsou ressemble beaucoup à sa version papier. C'est un milliardaire autodidacte qui a quitté l'Écosse dans sa jeunesse et est venu en Amérique avec son précieux sous-fétiche (comme on l'apprend dans l'épisode Il était une fois un sou (Once Upon a Dime)). Il a finalement établi sa maison au manoir McPicsou et a érigé son célèbre coffre-fort, refermant toute sa fortune, à Canardville. Malgré le fait qu'il soit déjà très riche, il cherche constamment à gagner encore plus d'argent. Pour cela il part à l'aventure, à la recherche de nouveaux trésors, accompagné de ses petits-neveux Riri, Fifi et Loulou.
Dans la série de 2017, Picsou est toujours un immigré écossais ayant fait fortune en Amérique. Au début de l'histoire, il est en froid avec Donald depuis 10 ans et n'a donc jamais rencontré ses petits-neveux. Donald décide de renouer le cordon pour lui demander de surveiller les triplés afin qu'il puisse aller à un entretien d'embauche. L'arrivée des enfants dans sa vie va réveiller son esprit d'aventurier. Il va les embaucher avec Zaza, la petite-fille de la gouvernante et son pilote Flagada, pour chercher des trésors. On apprendra plus tard que quand il était plus jeune, il partait souvent à l'aventure avec ses neveux, Donald et Della. Après avoir exploré les quatre coins du monde à la recherche de trésors, Della a suggéré de partir dans l'espace. Picsou a donc conçu en secret une fusée du nom de "Lance de Sélène" pour lui en faire cadeau à l'éclosion des triplés. Mais Della va s’en apercevoir avant et vouloir faire un vol d'essai. Malheureusement, elle va être prise dans une tempête cosmique et perdre le contact avec la Terre. Picsou va tout faire pour la retrouver, allant jusqu'à dépenser sans compter. Mais il se retrouve à devoir abandonner les recherches pour des questions d'argent et se fâche avec Donald.

### Riri, Fifi et Loulou
Riri, Fifi et Loulou (Huey, Dewey, and Louie Duck en VO) sont également des personnages phares de Disney. D'apparence identique (ils sont triplés), ils sont les neveux de Donald Duck et les petits-neveux de Balthazar Picsou. Leur mère est Della Duck, mais ils ont été élevés par leur oncle.
Dans la série de 1987, ils sont confiés à Picsou afin que Donald puisse rejoindre la marine. Comme dans les bandes dessinées de Carl Barks, ils sont identiques physiquement et ont des personnalités très proches. Ils sont tous les trois membres des Castors Juniors.
Dans la série de 2017, ils sont un peu plus âgés et ont chacun une personnalité différente. S'ils sont toujours triplés, on les distingue par leurs vêtements et leurs coiffures spécifiques :
- Riri, est plus sage et cultivé et a l'habitude de tout planifier, il est le seul des trois à être Castor Junior. Riri est toujours habillé en rouge avec un polo et une casquette. Son nom complet est Richard (Hubert en VO), mais sa mère souhaitait initialement l'appeler Jet[5].
- Fifi, quant à lui, est bien plus téméraire et intrépide que ses deux frères et aime particulièrement l'aventure. C'est le plus impliqué dans l'enquête sur la disparition leur mère. Il aime aussi attirer l'attention sur lui et a une certaine complicité avec Zaza. Fifi est toujours habillé en bleu avec un t-shirt à manches courtes par-dessus un t-shirt à manches longues. Son nom complet est Firmin (Dewford en VO), mais sa mère souhaitait initialement l'appeler Turbo[5].
- Enfin, Loulou est fainéant voire paresseux et hérite légèrement de l'avarice de son grand-oncle, à la différence qu'il aime l'argent gagné facilement. Il est désigné comme le frère diabolique de la fratrie et il est doué pour échafauder des plans et des combines. Loulou est toujours habillé en vert avec un sweat à capuche. Son nom complet est Louis (Llewellyn en VO), mais sa mère souhaitait initialement l'appeler Rebel[5].

### Zaza Vanderquack
Elisabeth "Zaza" Vanderquack (Webbigail "Webby" Vanderquack en VO) est un personnage apparu pour la première fois dans la série d'animation La Bande à Picsou en 1987,. Il s'agit d'une jeune cane ayant à peu près le même âge que Riri, Fifi et Loulou.
Dans la série de 1987, Zaza et sa grand-mère Mamie Baba se sont installées dans le manoir Picsou quand cette dernière a été embauchée par Balthazar Picsou pour être la gouvernante des triplés. Malgré sa ressemblance avec les nièces de Daisy Duck (Lili, Lulu et Zizi), elle n'a aucun lien de parenté connu avec la famille Duck. Mamie Baba est le seul membre connu de sa famille. Dans cette série, Zaza est une représentation typique des filles dans les émissions pour enfants des années 80 : elle est timide, adore les animaux, porte toujours une poupée et agit généralement comme un gentil aiguillon rappelant à Picsou de ne pas sombrer dans l'avidité. Il est cependant notable qu'elle rejoint les rangs des Castor Junior.
Dans la série de 2017, Zaza occupe une place bien plus importante dans l'histoire. Le personnage est cette fois un rejet presque complet de tout ce qu'elle était en 1987 et s'inspire clairement de Mabel Pines, l'un des principaux protagoniste de la série Disney Souvenirs de Gravity Falls. Zaza a beaucoup en commun avec Mabel, y compris l'utilisation récurrente d'un lance-grappin. Surexcitée, ostensiblement bizarre mais aussi profondément anxieuse et socialement maladroite, Zaza est à l'origine une personnalité coupée du monde. Élevée dans le manoir de Picsou par une grand-mère surprotectrice, qui lui a transmis bon nombre de ses compétences d'agent secret, Zaza s'est passionnée pour les aventures passées du milliardaire et est devenue une experte dans l'histoire des Duck et du clan McPicsou. Cependant, au fil de la série, elle apprend à tisser des liens d'amitié et développe une relation privilégiée avec une adolescente nommée Lena,. Elle se liera également plus particulièrement avec Fifi, l'un des triplés Duck et Violette une jeune fille avec qui elle partage la passion de l'occulte. Dans l'épisode final de la série La dernière aventure (The Last Adventure!), il est révélé que Zaza est en fait une enfant créée par le F.O.W.L. à partir de l'ADN de Picsou. Elle possède deux sœurs/clones : Lulu et Zizi (May et June en VO) créées quelques années après elle. Son véritable nom était Lili (April en VO) avant qu'elle ne soit sauvée et élevée sous le nom de Zaza Vanderquack par Mamie Baba. En apprenant la vérité, Picsou finira par accepter avec joie Zaza comme sa fille,.

### Flagada Jones
Flagada Jones (Launchpad McQuack en VO) est un personnage apparu originellement dans la série d'animation La Bande à Picsou en 1987,. Il est le pilote de Picsou, maladroit mais sympathique.
Dans la série de 1987, il est pilote travaillant pour Picsou. Il est caractérisé par son incapacité à piloter correctement un avion, chacun de ses vols se terminant presque inévitablement en crash. Il est également membre des Castors Juniors en tant que chef de troupe.
Dans la série de 2017, il est le chauffeur et le pilote de Picsou. Comme dans la première série, il ne sait pas atterrir sans éviter un accident. Malgré cela, il garde une certaine fidélité auprès de Picsou et veut faire de son mieux pour lui. Dans cette version, il est toujours chef de troupe des Castors Juniors. Par ailleurs, c'est aussi un grand fan de la série Myster Mask. A la fin de la saison 2, il a une certaine attirance pour le lieutenant Pénombre.

### Mamie Baba
Mamie Baba (Bentina Beakley en VO) est un personnage apparu originellement dans la série d'animation La Bande à Picsou en 1987. Elle est la gouvernante du Manoir Picsou et la grand-mère de Zaza.
Dans la série de 1987, elle est la gouvernante du Manoir Picsou et la grand-mère de Zaza. Elle apparaît pour la première fois dans l'épisode Les Trois Canards du Condor (Treasure of the Golden Suns, part 3 : Three Ducks of the Condor - 003) où elle est recrutée par Picsou pour s'occuper des trois neveux. Elle accepte de travailler gratuitement à condition qu'elle même et sa petite-fille soient logées dans le manoir. Elle se retrouve par moments embarquée dans les aventures de la bande malgré elle.
Dans la série de 2017, elle est toujours gouvernante et grand-mère de Zaza. Mais cette fois, elle n'est pas seulement douée pour les tâches ménagères, mais est aussi une véritable force de la nature, efficace en toute situation. Elle est très protectrice envers sa petite-fille. Dans l'épisode Les Dossiers confidentiels de l'agent 22 (From the Confidential Case Files of Agent 22!) de la saison 1, il est révélé qu'elle est une ancienne agente secrète au service du C.H.U.T. (S.H.U.S.H. en VO), connue sous le nom de "Agent 22". C'est au cours de ses missions qu'elle a connu Picsou, mais aussi une de ses plus anciennes ennemies : Le Héron Noir. Dans l'épisode final de la série La dernière aventure (The Last Adventure!), on apprend que Mamie Baba n'est pas la grand-mère biologique de Zaza et que celle-ci l'a en réalité adoptée après l'avoir sauvée d'un laboratoire du F.O.W.L. Baba a abandonné sa carrière d'agent secret pour pouvoir s'occuper de la jeune cane, c'est dans ce but qu'elle est partie se cacher avec l'enfant chez Picsou, son allié le plus fiable.

### Donald Duck
Donald Duck est un personnage emblématique de Disney, qui a fait ses débuts dans le court métrage d'animation de 1934 Une petite poule avisée (The Wise Little Hen). Il est l'oncle de Riri, Fifi et Loulou, le neveu de Picsou et le frère de Della.
Dans la série de 1987, le personnage est très peu utilisé pour se focaliser davantage sur Picsou et les triplés. Selon Tad Stones, faire parler Donald autant que dans les bandes dessinées serait impossible, car sa voix peut rendre ses paroles incompréhensibles. Au début du premier épisode N'abandonnez pas le navire ! (Treasure of the Golden Suns, part 1 : Don't Give Up The Ship), Donald laisse ses neveux à Picsou afin de pouvoir s'engager dans la marine. Par la suite, il fera quelques apparitions dans la série.
Dans la série de 2017, il a un rôle plus important et est beaucoup plus présent. Dans cette version, il vit dans un bateau et est à la recherche d'un emploi. Il s'occupe seul de ses neveux depuis le départ de leur mère (Della Duck) et a coupé tout contact avec Picsou. Il est très protecteur envers les triplés et veut tout faire pour qu'ils ne soient pas blessés. Le jour où il a besoin d'un baby-sitter d'urgence pour pouvoir aller à un entretien d'embauche, il est contraint de faire garder ses neveux par Picsou. Finalement, il va se réconcilier avec son oncle et lui et les triplés vont s'installer dans le manoir Picsou. Donald installera alors son bateau dans la piscine de la propriété. Au cours de la série, il accompagnera de temps en temps Picsou et la bande dans leurs aventures.

### Della Duck
Della Duck est la mère des triplés Riri, Fifi et Loulou et la sœur jumelle de Donald. Apparue d'abord de manière élusive dans les bande dessinées, elle fait sa première apparition dans l'animation à l'occasion de cette série.
Della Duck n’apparaît pas dès le début de la série. Dans un premier temps, Riri, Fifi et Loulou tentent de découvrir ce qui est arrivé à leur mère qu'ils n'ont jamais connue. On apprendra plus tard dans l'épisode En route pour l'avionture ! (The Last Crash of the Sunchaser!) de la saison 1, les raisons de la disparition de Della. Elle a voulu essayer, contre l'avis de la famille, une fusée révolutionnaire conçue par Picsou : la "Lance de Sélène". Le voyage ne se déroula pas comme prévu et une tempête cosmique la força à atterrir d'urgence sur la Lune. On apprend dans l'épisode Le périple de Della Duck ! (What Ever Happened to Della Duck?!) de la saison 2, qu'une fois là bas, elle luttera pour survivre 10 ans durant, tout en tentant de réparer son vaisseau. Enfin, c'est dans l'épisode La lance dorée ! (The Golden Spear!) de la saison 2 que celle-ci revient sur terre, et dans Rien n'arrête Della Duck ! (Nothing Can Stop Della Duck!) qu'elle rejoint Picsou et les neveux.

## Principaux antagonistes

### Les Rapetou
Les Rapetou (The Beagle Boys en VO) sont une famille de criminels bien décidée à voler la fortune de Picsou. Ils ont été créés en 1951 par Carl Barks et sont devenus des ennemis majeurs et récurrents de la famille Duck.
- Ma Rapetou (Ma Beagle en VO) est la mère des Rapetou principaux et la chef du gang[25]. Elle est inspirée d'une vraie criminelle du nom de Ma Barker[26].
- La Science (Bigtime Beagle en VO) est le plus petit des frères. Dans la série de 1987, il est le chef de la troupe et le plus teigneux. Dans la série de 2017, c'est le plus stupide et le bouc émissaire du groupe.
- Burger (id. en VO) est dans la série de 1987, un véritable ventre à pattes. Dans la série de 2017, il est plus maigre et plus intelligent que son homologue de 87.
- La Gonflette (Bouncer Beagle en VO) est le costaud de la bande.
- Poischiche (Baggy Beagle en VO) est le seul du groupe à n'être présent que dans la version de 1987[26].

Dans la série de 1987, les Rapetou apparaissent dès le premier épisode de la série : N'abandonnez pas le navire ! (Treasure of the Golden Suns, part 1 : Don't Give Up The Ship). Leur mère fait sa première apparition dans l'épisode Les robots déchaînés (Robot Robbers). Dans la plupart des épisodes, elle arrive à s'enfuir à la différence de ses enfants qui doivent souvent passer par la case prison.
Dans la série de 2017, ils apparaissent pour la première fois dans l'épisode Excursion au pays des jeux (Daytrip of Doom!) de la saison 1 en compagnie de leur mère. Dans l'épisode Un anniversaire chez les Rapetou (The Beagle Birthday Massacre!), on peut voir qu'ils vivent dans une décharge avec d'autres membres de la famille.

### Archibald Gripsou
Archibald Gripsou (Flintheart Glomgold en VO) est un homme d'affaires milliardaire, ennemi de Picsou, créé en 1956 par Carl Barks.
Dans la série de 1987, contrairement aux bandes dessinées de Carl Barks, Gripsou vit à Canardville et non pas en Afrique du Sud. Il est également originaire d’Écosse tout comme Picsou, il porte d'ailleurs un kilt et un béret et parle avec un accent écossais. Gripsou est l'un des principaux ennemis de Picsou dans la série et apparaît d'ailleurs dès le deuxième épisode Fausse route vers Fausse Route (Treasure of the Golden Suns, part 2 : Wronguay in Ronguay),. Son objectif est de devenir le canard le plus riche du monde à la place de Picsou.
Dans la série de 2017, il garde un look et un accent laissant penser qu'il a des origines écossaises, même si la série nous dévoilera par la suite qu'il n'en est rien. Il est le PDG des entreprises Gripsou (Glomgold Industries en VO) et est représenté comme un personnage burlesque voulant détruire Picsou à n'importe quel prix. Tout comme ce dernier, il fait partie du club des milliardaires. Il est le premier antagoniste à faire face à Picsou et sa bande dès le tout premier épisode La Bande à Picsou et l'Atlantide ! (Woo-oo!) de la saison 1. À la fin de cette saison, à cause d'une catastrophe provoquée par Miss Tick, son ombre sera possédée et l’emmènera dans l'océan. Avec sa disparition, c'est Lily Bouillotte, bien plus compétente que lui, qui devient PDG des entreprises Gripsou. C'est enfin dans l'épisode La ballade de Duke Baleineau ! (The Ballad of Duke Baloney!) de la saison 2, que Loulou et Zaza retrouvent Gripsou qui avait été récupéré par des pêcheurs et était devenu amnésique. En voulant sauver les enfants d'une tempête, Gripsou va recevoir un coup sur la tête qui va lui permettre de retrouver la mémoire. On apprend que Gripsou a bien des origines africaines, comme initialement dans la bande dessinée et que son vrai nom est Duke Balaineau (Duke Baloney en VO). Quand il était enfant, il débuta comme cireur de chaussures de la même manière que Picsou. Un jour, il se trouva à cirer les chaussures de ce dernier, qui lui donna un dime américain pour le récompenser de son travail. Le but était de lui donner une leçon comme lui-même en avait reçu une autrefois. Mais Gripsou s'est au contraire sentit arnaqué et commença à haïr le milliardaire. Il décida de changer de nom et de s'installer à Canardville en se faisant passer pour un Écossais, afin de rivaliser avec Picsou. Sa mémoire retrouvée, il reprend sa place de PDG avec son idée de vengeance toujours en tête,. Gripsou va faire un pari avec Picsou où celui qui sera le canard le plus riche du monde d'ici la fin de l'année récupéra la fortune de son concurrent. Dans l'épisode La Bande à Gripsou ! (GlomTales!), il entame son plan qui consiste à avoir une famille comme Picsou et pour cela il va engager les Rapetou, Miss Tick, Mark Beaks et Don Karnage, puis s'allier également avec Loulou. C'est en réalité une combine de ce dernier qui, grâce à un contrat erroné, va pourvoir récupérer tous les biens des ennemis de Picsou dont surtout ceux de Gripsou. Dans l'épisode Invasion Lunaire ! (Moonvasion!), ce dernier va tout de même aider Picsou à lutter contre le Général Lunaris grâce à ses plans loufoques et diaboliques, il en profitera pour récupérer sa fortune détenu à ce moment par Picsou.

### Miss Tick
Miss Tick (Magica De Spell en VO) est une sorcière créée en 1961 par Carl Barks. Elle est l'un des principaux ennemis de Picsou.
Dans la série de 1987, Miss Tick fait sa première apparition dans la saison 1, à l'occasion de l'épisode Bien mal acquis ne profite jamais (Send in the Clones). Tout comme dans les histoires de Barks, la sorcière est ici à la recherche du sou-fétiche de Picsou. Cependant ses raisons sont plus nobles : en récupérant le sou, elle pense acquérir les pouvoirs nécessaires pour rendre sa forme originelle à Poe, son frère transformé en corbeau par erreur.
Dans la série de 2017, le personnage revient dans une version assez différente. Elle fait sa première apparition dans l'épisode 4 de la saison 1 Un anniversaire chez les Rapetou (The Beagle Birthday Massacre!) où elle n'est visible que sous la forme d'une ombre. Son objectif est cette fois de se libérer du sou-fétiche dans lequel Picsou l'a enfermée 15 ans plus tôt, puis de se venger de lui. Dans cette série, elle est dotée d'une nièce, Lena, qui se trouve être en réalité une ombre vivante créée et manipulée par la sorcière pour récupérer le sou,. Miss Tick est vue en chair et en os pour la première fois dans le double épisode final de la saison 1 La Guerre des ombres ! (The Shadow War!), où elle a finalement réussi à se libérer du sou avec l'aide de Lena. Elle semble alors beaucoup plus puissante et dangereuse que ses précédentes versions et se distingue par la couleur verte de ses plumes. À la fin de la saison 1, sa nièce finit par la trahir et elle se retrouve une nouvelle fois vaincue par le clan Picsou. À la suite de cet échec, la sorcière perd ses pouvoirs et ses plumes passent du vert au blanc. Dans l'épisode Apprentissage magique (The Phantom and the Sorceress!) de la saison 3, on apprend qu'elle est responsable de la destruction du village d'origine du Fantôme Noir qui est devenu un chasseur de magie. En aidant Lena à repousser le Fantôme, elle en profite pour récupérer ses pouvoirs. Cependant, elle ne parvient pas à prendre le dessus sur la jeune cane qui finit par maîtriser sa propre magie et donc à s'émanciper de Miss Tick. Vers la fin de la série, on apprend également que la sorcière en veut personnellement à Picsou, car il est responsable de la disparition de son frère jumeau : Poe. Alors que Miss Tick et Poe régnaient en tyran sur un petit village, il firent leur première rencontre avec le milliardaire. Au cours du combat qui s'ensuivit, la sorcière transforma accidentellement son frère en corbeau et se retrouva incapable d'inverser le sortilège. Poe, n'ayant alors plus une intelligence "humaine" et ne pouvant plus parler, s'envola par la fenêtre sans que Miss Tick ne puisse le rattraper. Malgré les suppliques de la sorcière, Picsou ne tenta pas non plus d'arrêter l'oiseau. Elle le tint alors pour responsable et jura de se venger tout en continuant à chercher son frère de par le monde.

### Mark Beaks
Mark Beaks apparaît pour la première fois (et uniquement) dans la série de 2017 pendant l'épisode Le Stage infernal chez Mark Beaks (The Infernal Internship of Mark Beaks!) de la saison 1. Il s'agit d'un perroquet jaco anthropomorphique. Mark Beaks est un jeune milliardaire qui a fait fortune récemment et est le PDG de l'entreprise Waddle. Il est narcissique, se souciant plus de sa personnalité que sa fortune en cherchant à gagner des nouveaux followers sur les réseaux sociaux. Contrairement à Picsou, il a gagné son argent de manière simple au lieu de travailler dur. Il est inspiré de Mark Zuckerberg, créateur de Facebook. Son arrivée dans le club des milliardaires n'est pas du goût des deux autres membres : Picsou et Gripsou. Il prendra également Riri et Fifi comme stagiaires dans son entreprise. Dans l'épisode Attention au C.O.P.A.I.N. (Beware the B.U.D.D.Y. System !), Gérard Mentor, sous l'identité de Robotik, lui sauve la vie alors que son système de voiture autonome nommé C.O.P.A.I.N. subit un dysfonctionnement. Dans l'épisode Robotik contre Waddletik (Who is Gizmoduck?!), il engagera Gérard dans son entreprise et étant de plus en plus jaloux de sa popularité, va tenter de porter son armure. Il en perdra le contrôle et sèmera le chaos dans la ville pour finalement être arrêté par le justicier Robotik. Dans l'épisode Alchimie dangereuse ! (The Dangerous Chemistry of Gandra Dee!), il engage Gandra Dee pour espionner Gérard. Dans l'épisode Le Roboticloud ! (Beaks in the Shell!) de la saison 3, alors que sa popularité est en chute libre et qu'il se rapproche de la faillite, il tente de voler une technologie mise en point par Gérard et Gandra. Une fois encore, il échoue.

### Général Lunaris
Le Général Lunaris (General Lunaris en VO) apparaît pour la première fois (et uniquement) dans la série de 2017.
Le Général Lunaris est un habitant de la Lune et le chef des forces armées sélénites. Il fait sa première apparition dans l'épisode Le périple de Della Duck ! (What Ever Happened to Della Duck?!) de la saison 2. Lorsque Della, bloquée sur la Lune, le rencontre pour la première fois, il paraît raisonnable et bien plus accueillant envers elle que son second le lieutenant Pénombre, mais il se révèlera finalement être beaucoup plus retors et dangereux. Il voue une haine secrète à la Terre en raison de la peur que son père en avait et se sent humilié que la Lune vive littéralement dans l'ombre de cette planète. Après que Della ait réparé son vaisseau et soit revenu sur Terre, Lunaris trompe son peuple en lui faisant croire que celle-ci est leur ennemi. Il utilise ce prétexte pour déclarer la guerre à la Terre. Son objectif est d'affirmer la domination de la Lune sur le peuple terrestre, mais il échouera face à l'alliance de Picsou et Gripsou,. Tous ses hommes finiront par l'abandonner en découvrant qu'il leur a menti.

### Don Karnage
Don Karnage est à l'origine un personnage créé pour la série animée Super Baloo (TaleSpin) en 1990 et n'apparaît pas dans la série de 1987. Il s'agit d'un loup anthropomorphique habillé d'un manteau bleu de capitaine à col montant de style napoléonien. Il est le chef d'un équipage de pirates de l'air et le capitaine de l'Iron Vulture, le vaisseau volant leur servant de base.
Dans La Bande à Picsou de 2017, Don Karnage apparaît pour la première fois dans l'épisode Pirates du ciel… dans le ciel ! (Sky Pirates… in the Sky!) de la saison 1. Il s'agit d'un capitaine vaniteux et sûr de lui, qui va s'attaquer à la famille Duck avec son équipage. Selon ses propres dires, ses pires ennemis sont Fifi Duck et Kit Cloudkicker. Vers la fin de la série, il perd son équipage et devient un membre du F.O.W.L.

### Bradford Buzzard
Bradford, Bentley, et Buford Buzzard sont des vautours anthropomorphiques créés spécialement pour la série de 2017.
Bradford et ses deux acolytes font leur première apparition dès le premier épisode en tant que membres du conseil d'administration de Picsou. Très froids, ils surveillent toute dépense abusive de l'entreprise et rappellent fréquemment le milliardaire à l'ordre.
À la fin de la saison 2, on s’aperçoit qu'ils sont en réalité les dirigeants du F.O.W.L. ayant pour but de nuire à Picsou. Dans l'épisode Ça craint un Mask ! (Let's Get Dangerous!) de la saison 3, Bradford découvre que son ancien collaborateur Taurus Bulba continue de travailler sur un projet qu'ils avaient débuté ensemble et qu'ils avaient normalement arrêté car jugé trop dangereux. En effet, l'invention de Bulba menace le monde et Bradford veut tenter de l'arrêter. Mais accidentellement, il finit par dévoiler à Picsou sa véritable identité. On apprend dans l'épisode La première aventure ! (The First Adventure!) qu'anciennement, il était le comptable de Ludwig Von Drake au sein du S.H.U.S.H. Il a proposé à ce dernier de contrôler le monde pour pouvoir maîtriser le chaos qui le menace. Après que sa proposition ai été rejetée, il décide de quitter l'organisation et de cofonder le F.O.W.L. avec le Héron Noir. Dans le dernier épisode de la série, La dernière aventure (The Last Adventure!), on apprend qu'il est le petit-fils de Isabella Finch et le tout premier Castor Junior. Dans sa jeunesse, il fut embarqué dans les aventures de sa grand-mère, ce qui lui a laissé un très mauvais souvenir. Depuis ce temps là, il souhaite débarrasser le monde de "l'Aventure" : contenir tout le chaos qu'elle apporte et supprimer l'imprévisible. C'est pourquoi il cible principalement Picsou, l'un des plus grands aventuriers de son temps. Bradford ne prétend pas être un méchant, selon lui, il est plutôt un homme d'affaires voulant garder le monde sous contrôle. Il s'avère que Bentley et Buford ne sont finalement que des clones de Bradford.

### F.O.W.L.
Le F.O.W.L. : Forfaiture Obscure double Véreuse de Larcin (Fiendish Organization for World Larceny en VO) est une organisation criminelle qui est dans un premier temps nommée dans la série de 1987 dans l'épisode Un canard boiteux (Double-O-Duck) de la saison 1. Dans cet épisode en version française, l'organisation est appelée O.M.L.E.T. (Organisation Mondiale des Larcins Escroqueries et Trafics). Mais l'organisation est réellement développée dans la série animée Myster Mask (Darkwing Duck) de 1991, puis reprise dans la série de 2017.
Dans la série 2017, le F.O.W.L. a été fondé dans les années 1960 par Bradford Buzzard et le Héron Noir après que le S.H.U.S.H. ait rejeté l'idée de Bradford de contenir le chaos du monde en prenant le contrôle de celui-ci. L'organisation est présentée lors d'un flash back dans les années 1960, lorsque Mamie Baba (alors connue sous le nom d'Agent 22), fait équipe avec Picsou dans le cadre d'une mission du S.H.U.S.H. pour empêcher le Héron Noir (et donc le F.O.W.L.) d'obtenir la potion de jus de gummiberry nécessaire pour créer une armée de super soldats. Par la suite, après l'invasion des habitants de la Lune, le F.O.W.L. révèlent que Picsou et sa famille représentent un trop grand risque pour le monde et commence à dévoiler leur plan d'élimination. Tout au long de la saison trois, ils font la course contre les Duck pour trouver tous les trésors perdus de la légendaire exploratrice Isabella Finch dont ils ont besoin pour détruire Picsou et sa famille. Dans cette nouvelle mouture, le F.O.W.L. comprend plusieurs membres identifiables listés ci-dessous :
- Bradford, Bentley, et Buford Buzzard, sont les dirigeants du F.O.W.L. Bradford en est l'un des membres fondateurs.
- Le Héron Noir (Black Heron en VO) est un membre fondateur de l'organisation.
- Crésus Flairsou (John D. Rockerduck en VO) est un membre important.
  - Lusky (Jeeves en VO) est l'homme de main de Flairsou.
- Gandra Dee est initialement un membre du F.O.W.L., mais changera de camp par amour.
- Le Fantôme Noir (Phantom Blot en VO) est un membre important.
- Bec d'Acier (Steelbeak en VO) est un membre important.
- Don Karnage, n'est initialement pas un membre, mais rejoint l'organisation à la fin de la série.
- Les Oisomelettes (eggheads en VO) sont des agents du F.O.W.L. Les oisomelettes sont apparus pour la première fois dans la série Myster Mask (Darkwing Duck) de 1991.
  - Pepper est à l'origine une "oisomelette". Elle monte en grade et devient un membre important à la fin de la série.

## Personnages secondaires

### Apparaissant dans les deux séries

#### Arsène
Arsène (Duckworth en VO) est un personnage créé originellement dans la première version de La Bande à Picsou. Ce chien anthropomorphique est le majordome de Picsou.
Dans la série de 1987, il travaillait pour Picsou avant même l’arrivée des triplés Duck, et était le seul domestique du milliardaire jusqu'à l'embauche de Mamie Baba. Il fait son apparition dans la série dès le premier épisode N'abandonnez pas le navire ! (Treasure of the Golden Suns, part 1 : Don't Give Up The Ship),.
Dans la série de 2017, il semble premièrement être absent et de fait, on apprend qu'il est mort bien des années avant le début de la série. Il fera cependant son retour sous la forme d'un fantôme dans l'épisode Enquête au Manoir Picsou (McMystery at McDuck McManor!) de la saison 1,. Dans cet épisode, il est invoqué par erreur par un Rapetou et s'incarne sous la forme d'un mauvais esprit. Néanmoins, il restera fidèle à son ancien patron. Il deviendra alors un personnage récurrent mais secondaire. Il est parfois aperçu bien vivant lors de flashback.

#### Géo Trouvetou
Géo Trouvetou (Gyro Gearloose en VO), personnage populaire de l'univers Disney, est initialement créé en bande dessinée par Carl Barks en 1952. Il s'agit d'un inventeur particulièrement prolifique, capable aussi bien de créations géniales que d'objets inutiles ou dangereux.
Dans la série de 1987, le personnage reste très fidèle à la version de Carl Barks, aussi bien au niveau du design que du caractère (il est créatif, mais naïf). Il apparaît pour la première fois dans l'épisode Les Trois Canards du Condor (Treasure of the Golden Suns, part 3 : Three Ducks of the Condor - 003) de la saison 1.
Dans la série de 2017, il diffère de sa version originale. En effet Géo nous est présenté comme quelqu'un d'irascible, ne s'intéressant qu'à la science et méprisant ses contemporains. Ses inventions ont tendance à devenir maléfiques comme Filament, passant du compagnon bienveillant à un robot dangereux et violent comme on peut le constater dans l'épisode À la recherche de la pièce fétiche (The Great Dime Chase!) de la saison 1. Cet épisode marque également la première apparition du personnage dans la série. Physiquement, il a également un look beaucoup plus froid que l'original avec notamment des cheveux blancs. Il est responsable du département de Recherche et Développement de Picsou et à partir de l'épisode Attention au C.O.P.A.I.N. (Beware the B.U.D.D.Y. System !), il a deux stagiaires sous sa responsabilité : Manny le destrier sans tête et Gérard Mentor. On apprend dans l'épisode Un vrai petit garçon ! (Astro B.O.Y.D.!) de la saison 3 qu'il est le concepteur de B.O.Y.D. le petit robot.

#### Castor Major
Castor Major (Doofus Drake en VO) est un personnage créé originellement dans la première version de La Bande à Picsou.
Dans la série de 1987, le personnage apparaît pour la première fois dans l'épisode Là où un canard n'est jamais allé (Where No Duck Has Gone Before) de la saison 1. On le voit en tant que Castor Junior dans l'épisode Super Castor (Superdoo!) où on peut constater qu'il n'est pas très dégourdi mais plutôt gentil. Pendant ce même épisode, il devient un super-héros pendant une période éphémère sous le nom de Super Castor. Il admire Flagada qu'il considère comme un héros.
Dans la série de 2017, il apparaît pour la première fois lors de l'épisode La Journée de l'enfant unique (Day of the Only Child!) de la saison 1. Dans cette version, c'est un enfant unique, riche, égocentrique et un peu sociopathe. Il force ses parents à travailler comme ses serviteurs, invite d'autres personnes à leur faire du mal et casse des choses juste pour s'amuser. Dans l'épisode Joyeux anniversaire, Castor Major ! (Happy Birthday, Doofus Drake!) de la saison 2, il organise sa fête d'anniversaire et promet aux invités des cadeaux venant de la fortune de sa grand-mère "Grand Maman Francis", dont il a hérité. Sentant que la plupart des invités ne veulent que son argent, il va les neutraliser un par un, ne laissant plus que Loulou et Goldie. Il va tenter de faire de cette dernière sa nouvelle grand-mère : "Grand Maman Goldie". Cependant, Loulou va la sauver en reprogrammant le robot B.O.Y.D. pour faire de lui le frère de Castor. L'androïde va ensuite transférer la moitié de l'héritage sur le compte des parents de Castor, les libérant de sa servitude,. Castor va par la suite vouloir se venger de Loulou, ce qu'il fait pendant l'épisode La vie et les crimes de Picsou (The Life and Crimes of Scrooge McDuck!) de la saison 3. En effet, il va convoquer Loulou et Picsou à la "cour karmique" pour que le milliardaire passe en jugement en l'accusant d'avoir lui-même créé ses ennemis. Le but de son plan est que Picsou finisse ruiné et que Loulou soit privé de son héritage pour qu'il subisse le même sort que lui. Après que Loulou ait défendu honorablement son grand-oncle et qu'il ait présenté ses excuses, Castor décide de se retirer.

#### Miss Frappe
Miss Frappe (Mrs. Featherby ou Mrs. Emily Quackfaster en VO) est initialement un personnage créé en bande dessinée par Carl Barks en 1961. Il s'agit de la secrétaire de Picsou.
Dans la série de 1987, le personnage apparait sous le nom de "Mrs. Featherby". Fidèle à l'originale, elle est toujours la secrétaire de Picsou. Sa première apparition dans la série a lieu sous forme de caméo non parlant dans l'épisode Armstrong de la saison 1, elle reviendra plus tard avec un rôle un peu plus important dans Le Monde perdu (Dinosaur Ducks) et on la verra de temps en temps par la suite. On la retrouve également dans La Bande à Picsou, le film : Le Trésor de la lampe perdue (DuckTales the Movie: Treasure of the Lost Lamp).
Dans la série de 2017, le personnage apparaît dans une nouvelle version : elle n'est plus secrétaire, mais bibliothécaire et archiviste des archives personnelles de Picsou. On la voit pour la première fois dans l'épisode À la recherche de la pièce fétiche (The Great Dime Chase!) de la saison 1. Dans l'épisode Amitiés surnaturelles ! (Friendship Hates Magic!) de la saison 2, on apprend qu'elle travaille à mi-temps à la bibliothèque municipale de Canardville. Dans l'épisode Invasion Lunaire ! (Moonvasion!), elle fait partie du groupe d'alliés aidant Picsou contre l'invasion des habitants de la lune.

#### Goldie O'Gilt
Goldie O'Gilt, alias "Glittering Goldie" est initialement un personnage créé en bande dessinée par Carl Barks en 1953. Grand amour de jeunesse de Picsou, elle est liée à son passé de prospecteur d'or.
Dans la série de 1987, le personnage ressemble beaucoup à la version de Carl Barks. Goldie apparaît pour la première fois dans l'épisode La Ruée vers l'or (Back to the Klondike) de la saison 1. Dans cet épisode, Picsou, accompagné de Riri, Fifi et Loulou se rend au Klondike où il retrouve une de ses vieilles connaissances : Goldie. Par la suite, le personnage fait quelques petites apparitions dans d'autres épisodes.
Dans la série de 2017, le personnage est complètement retravaillé : il s'agit cette fois d'une aventurière sans scrupule qui concurrence souvent Picsou dans ses chasses aux trésors. Malgré tout, elle ressent une certaine attirance pour le milliardaire. À ce sujet Francisco Angones, co-créateur de la série dira « si Picsou est comme Batman, alors Goldie devrait être comme Catwoman. Elle est tout aussi aventureuse, égale à Picsou en tout point, et il déteste et aime ça. Ils ont cette relation incroyablement tendues qui dure depuis des années et des années, et qui remonte à l'époque de la ruée vers l'or ». La première apparition de Goldie a lieu lors de la saison 1, à l'occasion de l'épisode Le Lagon doré des plaines de l'Agonie Blanche (The Golden Lagoon of White Agony Plains!),. Elle apparaîtra par la suite assez régulièrement dans la série avec parfois un rôle central.

#### Ludwig Von Drake
Ludwig Von Drake (appelé "Donald Dingue" dans les bandes dessinées françaises, il garde en général son nom original en dessin animé). Il apparaît pour la première fois à la télévision en 1961. Ses fonctions sont assez variées, mais il est généralement présenté comme un "professeur", un homme cultivé, expert dans son domaine.
Dans la série de 1987, il est le psychologue de Flagada Jones lors de l'épisode La Toison d'or (The Golden Fleecing) de la saison 1.
Dans la série de 2017, il est directeur du C.H.U.T. (S.H.U.S.H. en VO), organisation secrète luttant contre la criminalité dont notamment le F.O.W.L.. Il apparaît pour la première fois dans l'épisode Les Dossiers confidentiels de l'agent 22 (From the Confidential Case Files of Agent 22!) de la saison 1. Il est considéré comme mort et n'est présent que dans les histoires se déroulant dans le passé. Dans l'épisode La première aventure ! (The First Adventure!) de la saison 3, on apprend que Bradford était son comptable et ce dernier lui avait proposé d'utiliser l'organisation pour contrôler le monde afin de maîtriser le chaos qui le menace. Ludwig va refuser sa proposition. Finalement, on apprend dans le dernier épisode de la série, La dernière aventure (The Last Adventure!) que Ludwig est toujours en vie, emprisonné par Bradford dans la "Bibliothèque Perdue".

#### Gontran Bonheur
Gontran Bonheur (Gladstone Gander en VO), personnage populaire de l'univers Disney, est initialement créé en bande dessinée par Carl Barks en 1948. Il s'agit d'un cousin particulièrement chanceux de Donald.
Dans la série de 1987, le personnage reste fidèle à la version de Carl Barks, aussi bien au niveau du design que de sa personnalité dont sa chance. Il apparaît pour la première fois dans l'épisode Le Sou fétiche de Picsou (Dime Enough For Luck) où il est manipulé par Miss Tick afin de se servir de sa chance pour pouvoir dérober le sous fétiche de Picsou.
Dans la série de 2017, Gontran apparaît pour la première fois dans l'épisode La Malédiction du jeu (The House of the Lucky Gander!) de la saison 1 en tant que jet-setter coincé dans un casino de Macao. Il a un tout nouveau design avec veste et chemise ouverte laissant sortir négligemment quelques plumes. Ses habits sont vert, symbole de la chance. On le revoit dans l'épisode Invasion Lunaire ! (Moonvasion!) où il fait équipe avec son cousin Popop, pour sauver Donald, Della et les triplés échoués sur une île, avant de les ramener à Canardville pour aider Picsou à arrêter les Sélénites. Dans Apprentissage magique (The Phantom and the Sorceress!), il cherche de l'aide auprès de Zaza, Lena et Violette après que le Fantôme Noir lui ait "volé" sa chance. Il la récupèrera après que Lena ait maîtrisé ses pouvoirs et vaincu le Fantôme. Gontran fait également une apparition dans le dernier épisode de la série, La dernière aventure (The Last Adventure!).

#### Édith et Fergus McPicsou
Édith et Fergus McPicsou (Downy et Fergus McDuck en VO) sont les parents de Picsou et ses sœurs (Matilda et Hortense). Ils apparaissent initialement en bandes dessinées.
Dans la série de 1987, ils apparaissent pour la première fois dans le cadre de l'épisode Il était une fois un sou (Once Upon a Dime) lors d'un flashback racontant la jeunesse de Picsou. Dans cette série, les parents de Picsou ne sont pas nommés.
Dans la série de 2017, ils font leur apparition lors de l'épisode Les Secrets du château McPicsou ! (The Secret(s) of Castle McDuck!) de la saison 1. On y apprend qu'ils sont toujours en vie : en effet, ils sont immortels tant qu'ils restent au château McPicsou. Mais celui-ci n'est accessible au reste du monde qu'une fois tous les 5 ans. Cet épisode est l'occasion pour eux de rencontrer leurs arrière-petits-enfants (Riri, Fifi, et Loulou) pour la première fois. Picsou et ses petits-neveux retourneront les voir dans Le château du clan McPicsou ! (The Fight for Castle McDuck!) de la saison 3.

#### Bubba
Bubba (Bubba the Caveduck en VO) est un personnage créé originellement dans la première version de La Bande à Picsou. Il s'agit d'un homme des cavernes (ou plutôt d'un jeune canard des cavernes). Il est toujours accompagné d'un tricératops nommé Tootsie.
Dans la série de 1987, il apparaît pour la première fois dans l'épisode Une marque indélébile (Time Is Money, part 1 : Marking Time), qui commence la saison 2 dans l'ordre de diffusion original. Bubba et son animal de compagnie, le Tricératops Tootsie, vivent dans la période de la préhistoire il y a un million d'années en arrière. Ils arrivent dans le présent après s'être introduits dans la machine à remonter le temps de Géo. Le jeune canard se lie rapidement d'amitié avec Riri, Fifi et Loulou. Après une cohabitation difficile, Picou finit également par l'accepter et il lui aménage une caverne près du manoir dans l'épisode La Caverne d'Ali Bubba (Time Is Money, part 5 : Ali Bubba's Cave).
Dans la série de 2017, Bubba et Tootsie sont introduits dans Tempête temporelle ! (Timephoon) de la saison 2. Durant cet épisode, le dernier plan de Loulou pour s'enrichir rapidement implique d'utiliser la baignoire à voyager dans le temps de Géo, mais l'utilisation déraisonné qu'en fait le jeune garçon provoque l'apparition de personnages historiques dans le présent tout en envoyant Picsou et sa famille à différentes époques du passé. Parmi les êtres invoqués par la machine, on trouve Bubba et Tootsie, qui se rencontrent ici pour la première fois. À la fin de l'histoire, ils sont chacun renvoyés dans leur époque respective.

#### Gérard Mentor / Robotik
Gérard Mentor (Fenton Crackshell ou Fenton Crackshell-Cabrera / Gizmoduck en VO) est un personnage créé originellement dans la première version de la série d'animation La Bande à Picsou. Sa première apparition date de 1989.
Dans la série de 1987, Gérard fait sa première apparition dans l'épisode Argent liquide (Super DuckTales: Part 1 - Liquid Assets) de la saison 2 où il travaille dans une usine de haricots. Il démissionne pour devenir par la suite le comptable de Picsou. Dans l'épisode Argent glacé (Super Ducktales, part 2 : Frozen Assets), Gérard va tomber sur une armure cybernétique créée par Géo Trouvetou qu'il va activer par accident en employant l'expression "Nom d'une cornemuse". Géo a utilisé le mot de passe "cornemuse" en croyant qu'il était démodé et que personne ne l'utiliserait. C'est à ce moment que Gérard Mentor deviendra un super-héros du nom de Robotik et sera embauché par Picsou pour protéger son coffre. Par la suite, il devient un personnage récurrent de la série.
Dans la série de 2017, Gérard Mentor apparaît lors de l'épisode Attention au C.O.P.A.I.N. (Beware the B.U.D.D.Y. System !) de la saison 1. Dans cette version, il devient Latino-américain et acquiert, en version originale, un second nom de famille pour appuyer ce changement : il n'est plus seulement Crackshell mais Crackshell-Cabrera. Gérard est présenté comme un scientifique stagiaire travaillant sous la responsabilité de Géo dans le département de Recherche et Développement de Picsou. Après un dysfonctionnement de Filament qui va mettre en danger plusieurs personnes dont Picsou et Géo, Gérard va les sauver en enfilant l'armure robotisée qu'il a conçu avec Géo. Il va donc devenir Robotik et être embauché par Picsou pour devenir le héros de la ville.

#### Mme Mentor / Mme Cabrera
Mme Mentor (M'Ma Crackshell ou M'Ma Cabrera en VO) est un personnage créé originellement dans la première version de La Bande à Picsou. Il s'agit de la mère de Gérard Mentor, elle apparaît en même temps que lui en 1989.
Dans la série de 1987, elle apparaît tout comme son fils, dans l'épisode Argent liquide (Super DuckTales: Part 1 - Liquid Assets). Elle vit dans une caravane où elle passe son temps à regarder la télé en étant presque toujours en peignoir avec des bigoudis. Par la suite, elle fera quelques apparitions mineures dans différents épisodes. Elle aura néanmoins un rôle important dans deux d'entre eux. Dans l'épisode Maman psy (My Mother, The Psychic), elle se cogne accidentellement, ce qui lui donne la capacité de prévoir l'avenir. Picsou va alors l'embaucher pour l'exploiter dans le but de faire un maximum de profits. Dans l'épisode Une planche à roulettes surprise (Blue Collar Scrooge), elle va avoir une romance éphémère avec Picsou après que ce dernier soit devenu amnésique.
Dans la série de 2017, à la différence de la version de 1987, elle est Latino-américaine comme son fils et est officier de police : le Lieutenant Cabrera. Elle apparaît pour la première fois dans l'épisode Robotik contre Waddletik (Who is Gizmoduck?!) de la saison 1. Elle se préoccupe beaucoup de l'avenir professionnel de son fils,. Dans l'épisode Invasion Lunaire! (Moonvasion!) de la saison 2, elle va défendre la Terre contre l'invasion des sélénites auprès de Picsou et de son fils. Elle va en profiter pour révéler à Gérard qu'elle a toujours su son identité secrète du fait qu'elle soit détective et qu'elle soit sa mère. Dans l'épisode Le Roboticloud ! (Beaks in the Shell!) de la saison 3, elle apprend la relation de Gérard et Gandra qu'elle accepte chaleureusement.

#### Gandra Dee
Gandra Dee (Dans la VF de 1987, elle est appelée Sandra ou Marie-Lise selon les épisodes.) est la femme dont Gérard Mentor est amoureux. Le personnage est apparu originellement dans la série d'animation La Bande à Picsou en 1987.
Dans la série de 1987, elle est introduite pour la première fois en tant que personnage mineur dans l'épisode Argent liquide (Super DuckTales: Part 1 - Liquid Assets). Elle et Gérard finiront par se mettre ensemble et auront leur premier rendez-vous dans l'épisode Les voleurs venus d’ailleurs (Super DuckTales: Part 5 - Money to Burn),. Dans l'épisode Le Canard qui en savait trop (The Duck Who Knew Too Much), elle et Gérard se sont accidentellement impliqués dans une histoire d'espionnage à proportion internationale pendant leurs vacances.
Dans la série de 2017, le personnage de Gandra Dee est assez différent. Il s'agit cette fois d'une scientifique au style assez rock, introduite en tant qu'antagoniste. Elle apparaît pour la première fois dans l'épisode Alchimie dangereuse ! (The Dangerous Chemistry of Gandra Dee!) de la saison 2, où elle rencontre Gérard dans le but de l'espionner pour le compte de Mark Beaks. Elle se révèle plus tard être une agente du F.O.W.L. dotée d'yeux cybernétiques,. Dans l'épisode Le Roboticloud ! (Beaks in the Shell!) de la saison 3, malgré son lien avec l'organisation, on apprend qu'elle a maintenu sa relation avec Gérard. Secrètement, ils décident de travailler ensemble sur l'élaboration d'un monde virtuel nommé "Roboticloud" (GizmoCloud en VO) permettant de faire diverses expériences sans prendre le risque de se blesser. Elle révèle qu'elle a fait partie de l'organisation dans le seul but d'avoir les fonds nécessaires à son projet et de pouvoir utiliser leurs serveurs. Maintenant que le projet se concrétise, elle décide de quitter le F.O.W.L. mais elle va se retrouver emprisonnée par Bradford à la "Bibliothèque Perdue". Dans l'épisode final de la série, elle sera libérée par Gérard et toute la bande à Picsou.

#### Le Fantôme Noir
Le Fantôme Noir (Phantom Blot en VO) est à la base un des plus grands ennemis de Mickey Mouse, créé par Floyd Gottfredson et Merrill De Maris dans des comics strips de 1939.
Dans la série de 1987, il apparaît uniquement dans l'épisode Tout le monde sur le pont (All Ducks on Deck) de la saison 1. Dans cet épisode, il tente avec l'aide d'un espion infiltré, de voler un avion se trouvant sur le bateau de la marine où travaille Donald.
Dans la série de 2017, il est présent dès le début de l'histoire à la vue de tous sous le déguisement de Funso, la mascotte du Fun Zone. À la fin du dernier épisode de la saison 2 Invasion Lunaire ! (Moonvasion!), on apprend qu'il est en réalité membre du F.O.W.L.. Dans l'épisode Apprentissage magique (The Phantom and the Sorceress!) de la saison 3, on apprend que Miss Tick est responsable de la destruction de son village d'origine dont il est le seul survivant. Depuis, il déteste la magie et veut se venger de la sorcière. Il possède d'ailleurs un gant permettant d'aspirer la magie ressemblant au Gant de l'infini de Thanos. En voulant détruire le médaillon de Miss Tick (source des pouvoirs de la sorcière), il va s'en prendre à Lena qui a conservé l'objet. Il finira par être repoussé. Dans l'épisode Le château du clan McPicsou ! (The Fight for Castle McDuck!), il travaille en équipe avec un autre agent du F.O.W.L. : Pepper, avec qui il va se lier d'amitié malgré son côté solitaire. Dans l'épisode final de la série, La dernière aventure (The Last Adventure!), il va livrer bataille contre la bande à Picsou avec les autres membres de l'organisation.

#### Dijon / Faris D'jinn
Dijon ou D'jinn est un personnage créé originellement dans la première version de La Bande à Picsou, il apparait pour la première fois en 1990. Il s'agit d'un homme oriental faisant partie des connaissances de la famille Duck.
Dans la série de 1987, il est nommé "Dijon" et incarne un voleur assez pitoyable. Il apparait dans l'épisode L'Attaque (Attack of the Metal Mites) en 1990 où il travaille pour Gripsou en envoyant des mites dévoreuses de métal en direction de la fortune de Picsou. Il revient dans l'histoire en deux parties La Poule aux œufs d'or (The Golden Goose) où il va retrouver par hasard son frère Poupon duquel il était séparé depuis longtemps à cause de son sérieux problème de Kleptomanie et son manque de fiabilité. Il finit par se reconcillier avec son frère. On le voit également, avec un rôle important, dans le film La Bande à Picsou, le film : Le Trésor de la lampe perdue (DuckTales the Movie : Treasure of the Lost Lamp) de 1990,. Il est alors aux ordres du sorcier Merlock qui lui a demandé de voler pour lui la lampe magique de Cali Baba.
Dans la série de 2017, le personnage change complètement et devient un aventurier féroce. Réinventé en chacal anthropomorphique, son nom devient "D'jinn" en version originale comme en version française. Comme son patronyme le laisse supposer (djinn, en arabe : جِنّ ǧinn), il est le descendant d'un véritable génie. Il fait ses débuts dans l'épisode Le trésor de la lampe (Treasure of the Found Lamp!) de la saison 2, où il cherche une lampe magique lui ayant appartenu. L'objet en question se trouve avoir été récupéré par Picsou lors d'une aventure, puis revendu par Loulou à l'occasion d'un vide-grenier. Dans l'épisode Invasion Lunaire ! (Moonvasion!), il se trouve en Égypte auprès de Amunet et des momies vivantes de Toth-Ra où il participe à la défense de la Terre contre les habitants de la Lune.

#### Johnny le Génie
Johnny le Génie (Gene the Genie en VO) est un personnage créé originellement dans la première version de La Bande à Picsou. Comme son nom l'indique il s'agit d'un "génie de la lampe" sur le modèle de celui d'Aladin. Doté de grands pouvoirs, il est cependant soumis aux désirs de ses maîtres.
Il n'apparaît pas vraiment dans la série de 1987, mais dans le film de 1990 faisant partie de la même continuité : La Bande à Picsou, le film : Le Trésor de la lampe perdue (DuckTales the Movie : Treasure of the Lost Lamp). Dans cette histoire, il a l'apparence d'un enfant et sympathise rapidement avec les triplés. Son pouvoir a été autrefois exploité par le maléfique sorcier Merlock et il ne rêve que d'être libre et de devenir "un véritable petit garçon".
Dans la série de 2017, Johnny a une apparence adulte et est moralement plus ambigu. Le personnage est apparu pour la première fois dans l'épisode Couacs en vrac! (Quack Pack!) de la saison 3,. Avant le début de l'histoire, les Duck avaient retrouvé la lampe perdue de Cali Baba, dans laquelle le génie était enfermé depuis 1990. Lorsque Donald a souhaité avoir une vie de famille normale, Johnny a exaucé son vœux en effaçant les souvenirs de la bande avant de les envoyer dans une sitcom des années 90. Ils retournent à leur vie normale après avoir retrouvé la mémoire et convaincu Donald d'annuler son souhait. Johnny réapparaît brièvement dans les épisodes L'évasion de l'impossicoffre ! (Escape from the ImpossiBin!) et La dernière aventure (The Last Adventure!).

#### Poe
Poe (Poe De Spell en VO) est un personnage créé originellement dans la première version de La Bande à Picsou. C'est le frère de Miss Tick. Sorcier comme elle, il s'est retrouvé transformé en corbeau.
Dans la série de 1987, Poe est le corbeau de compagnie de Miss Tick (dans les bande dessinées, un autre oiseau tient ce rôle : Algorab). En réalité, il s'agit de son frère, transformé accidentellement en volatile. Il apparaît pour la première fois en même temps que sa sœur dans l'épisode Bien mal acquis ne profite jamais (Send in the Clones) puis sera présent dans deux autres épisodes. Dans la suite de la série, la sorcière n'est plus accompagnée de son corbeau, aucune explication n'est donnée sur l'absence de ce dernier. Poe se distingue par le port d'un petit Borsalino.
Dans la série de 2017, Poe apparaît lors d'un flashback dans l'épisode La vie et les crimes de Picsou (The Life and Crimes of Scrooge McDuck!). Il est alors le frère jumeau de Miss Tick (Magica), tout comme elle, il est un canard anthropomorphique doté de plumes vertes. Alors que Miss Tick et Poe régnaient en tyran sur un petit village, ils firent leur première rencontre avec Picsou. Au cours du combat qui s'ensuivit, la sorcière transforma accidentellement son frère en corbeau et se retrouva incapable d'inverser le sortilège. Poe, n'ayant alors plus une intelligence "humaine" et ne pouvant plus parler, s'envola par la fenêtre sans que Miss Tick ne puisse le rattraper. La sorcière tint alors Picsou pour responsable et jura de se venger tout en continuant à chercher son frère de par le monde.

### Uniquement dans la série de 1987

#### Amiral Grimitz
L'Amiral Grimitz (Admiral Grimitz en VO) est le supérieur de Donald dans la marine. Ce chien anthropomorphique est commandant du porte-avions sur lequel le canard est aspirant. Après avoir fait une rapide apparition non parlante dans la première partie de l'épisode pilote N'abandonnez pas le navire ! (Treasure of the Golden Suns, part 1 : Don't Give Up The Ship), il fait ses véritables débuts à l'occasion de À la mémoire d'un Sphinx (Sphinx for the Memories). Par la suite, il reviendra aux côtés de Donald tout au long de la première saison.

#### Pat Hibulaire
Pat Hibulaire (Peg-Leg Pete, Black Pete ou tout simplement Pete en VO) est un chat anthropomorphique créé en 1925. Il apparaît pour la première fois dans les Alice Comedies, puis dans la série Oswald le lapin chanceux avant de devenir le principal adversaire de Mickey Mouse.
Pat Hibulaire apparaît dans un premier temps dans l'épisode La Perle de la sagesse (Pearl of Wisdom) et fera des apparitions dans trois autres épisodes. Dans ces différents épisodes, il joue à chaque fois un rôle de méchant, chacun assez différent des autres, sans être jamais nommé.

### Uniquement dans la série de 2017

#### Lena
Lena (ou Lena Campyloptère) est une adolescente faisant son apparition dans l'épisode 4 de la saison 1 Un anniversaire chez les Rapetou (The Beagle Birthday Massacre!). Dans cet épisode, Lena se lie d'amitié avec Zaza. Mais on apprend à la fin de l'épisode qu'elle est en réalité la nièce de Miss Tick et que son but est d'infiltrer la famille de Picsou pour récupérer le sou-fétiche de ce dernier. En effet, ce sou va lui permettre de libérer sa tante. Mais au fur et à mesure des aventures qu'elle passe avec la bande, elle s'attache de plus en plus à Zaza. Dans l'épisode 23 La Guerre des ombres ! (The Shadow War!) de la saison 1, elle apprend qu'elle est un être magique manipulée par sa tante et créée à partir de l'ombre de cette dernière. Elle finit par se rebeller et se libère de son emprise en se sacrifiant pour sauver son amie. Faite de pure magie, elle ne mourra pas, mais se retrouvera coincée dans le monde des ombres. Zaza et Violette réussiront à l'en sortir dans l'épisode 14 de la saison 2 Amitiés surnaturelles ! (Friendship Hates Magic!). Elle est par la suite membre à part entière de la bande. Lors de leur séparation, Lena a conservé le médaillon magique de sa tante. Celui-ci étant la source des pouvoirs de la sorcière, cette dernière se retrouvera impuissante et fera quelques tentatives pour le récupérer. Au début de la saison 3, on apprend que Lena a été adoptée par les parents de Violette et devient donc Lena Campyloptère. Dans l'épisode Apprentissage magique (The Phantom and the Sorceress!), Lena doit se battre contre le Fantôme Noir, voulant lui aussi s'emparer du médaillon de Miss Tick. Pour cela, la jeune fille doit apprendre à contrôler sa magie et à besoin de s'entraîner auprès de Miss Tick. Grâce à son entraînement et au soutien de ses amies Zaza et Violette, elle va pouvoir repousser le Fantôme Noir en utilisant sa propre source de pouvoir. Elle utilise une magie de couleur bleue et va dévoiler une transformation,. Par la suite elle accompagne la bande à Picsou pour lutter contre le F.O.W.L. dans les épisodes L'épée brisée de Constanpinson ! (The Split Sword of Swanstantine!) et La dernière aventure (The Last Adventure!).

#### Violette Campyloptère
Violette Campyloptère (Violet Sabrewing en VO) est une amie de Zaza et Lena. Elle apparaît pour la première fois dans l'épisode 14 de la saison 2 Amitiés surnaturelles ! (Friendship Hates Magic!). Elle découvre qu'elle partage avec Zaza, la passion du surnaturel et va l'aider à ramener Lena du royaume des ombres. Dans l'épisode Le défi des Castors junior senior ! (Challenge of the Senior Junior Woodchucks) de la saison 3, on apprend qu'elle est membre des castors Juniors et est en compétition avec Riri pour le titre de Castor Senior. Elle gagne l'épreuve et donc le titre. On apprend également dans cet épisode que ses parents sont un couple homosexuel et qu'ils ont également adoptés Lena. Par la suite, elle apparaîtra dans différents épisodes pour accompagner Zaza et Lena dans leurs aventures. Elle sera notamment présente lors de l'affrontement contre le F.O.W.L. dans l'épisode final La dernière aventure (The Last Adventure!).

#### Popop Duck
Popop Duck (Fethry Duck en VO), cousin de Donald, est initialement un personnage créé en bande dessinée en 1964.
Dans la série, il apparaît lors de l'épisode 2 de la saison 2 Plongée en eaux troubles avec Popop ! (The Depths of Cousin Fethry!) où il sert de gardien à une station scientifique sous-marine des entreprises Picsou. Il est également membre des castors juniors. Il a un animal de compagnie nommé Mitzi, un krill ayant muté jusqu'à devenir gigantesque. À la fin de l'épisode, il décide de devenir scientifique. On le revoit dans l'épisode Invasion Lunaire ! (Moonvasion!) où avec Gontran et Mitzi, il va venir en aide à Donald, Della et aux triplés, échoués sur une île. Il fait également une apparition dans le dernier épisode de la série, La dernière aventure (The Last Adventure!).

#### Les Trois Caballeros
- José Carioca est un perroquet anthropomorphique apparu pour la première fois dans le film d'animation Saludos Amigos en 1942.
- Panchito Pistoles est un coq anthropomorphique apparu pour la première fois dans le film d'animation Les Trois Caballeros en 1944.

José Carioca et Panchito Pistoles apparaissent pour la première fois dans la série dans l'épisode Le festin de la fleur (The Town Where Everyone Was Nice!) de la saison 2. Pendant leurs études à l'université, ils formaient avec Donald, un groupe de musique appelé Les Trois Caballeros. Ils s'entraînaient dans le garage de Picsou. Donald a rendez-vous avec eux dans "La ville où tout le monde était gentil !" où il les présente à ses neveux. Voulant impressionner les autres, José prétend être un jet-setter à succès et Panchito feint d'être une pop star, bien qu'ils se révèlent finalement être un simple steward et un animateur de fête d'anniversaire. Dans l'épisode Louie's Eleven! de la saison 3, ils tentent avec Donald d'infiltrer une fête tenue par l'influenceuse Emma Glamour pour augmenter leur popularité et obtenir un sponsor pour une tournée européenne. Ils font également une apparition dans le dernier épisode de la série, La dernière aventure (The Last Adventure!) en tant qu'animateurs à l'anniversaire de Zaza.

#### B.O.Y.D.
B.O.Y.D. (Beaks Optimistic Youth Droid) est un robot humanoïde à l'apparence d'un enfant qui apparaît pour la première fois dans l'épisode Joyeux anniversaire, Castor Major ! (Happy Birthday, Doofus Drake!) de la saison 2 de La Bande à Picsou de 2017. Dans cet épisode, il est montré comme appartenant à Mark Beaks, qui le fait passer pour son fils lors de la fête d'anniversaire du riche héritier Castor Major. Beaks espère ainsi toucher une grosse somme promise à la "meilleure famille", mais sans succès puisque Loulou dévoilera la ruse. Par la suite, Loulou reprogrammera B.O.Y.D. pour qu'il pense être le frère Castor Major, obligeant ainsi l'héritier à partager sa fortune. Au fil du temps, il se liera d'amitié avec Riri, de plus on peut voir dans l'épisode Le défi des Castors junior senior ! (Challenge of the Senior Junior Woodchucks!) qu'il est lui-même devenu un Castor Junior. Même si Beaks a reprogrammé B.O.Y.D. pour servir ses intérêts, il est révélé dans l'épisode Un vrai petit garçon ! (Astro B.O.Y.D.!) de la saison 3 qu'il est en réalité une création de Géo du nom de 2-BO. En effet, ce dernier l'a abandonné à cause d'un dysfonctionnement, provoqué en réalité par une modification de l'ancien mentor de Géo, le docteur Akita, pour une utilisation malveillante. Géo finira par reprogrammer le robot et se réconcilier avec lui. Comme indiqué par le titre original de l'épisode, B.O.Y.D. est inspiré du manga Astro, le petit robot de Osamu Tezuka (adapté en série d'animation sous le nom d'Astro Boy),. Il accompagnera également la bande à Picsou pour lutter contre le F.O.W.L. dans l'épisode final La dernière aventure (The Last Adventure!).

#### Lieutenant Pénombre
Le lieutenant Pénombre (Lieutenant Penumbra en VO) est une habitante de la Lune et un officier de confiance du Général Lunaris. Elle apparaît pour la première fois en même temps que lui dans l'épisode Le périple de Della Duck ! (What Ever Happened to Della Duck?!) de la saison 2. Étant une fervente protectrice de la Lune et ses habitants, elle verra d'un très mauvais œil l'arrivée de Della. Au fur et à mesure du temps passé avec elle, une réelle amitié se formera entre les deux. Quand elle apprendra les véritables intentions du Général Lunaris concernant la conquête de la Terre, elle voudra s'interposer. Elle finit par aider les terriens à se défendre de l'attaque organisée par son supérieur. Dans l'épisode Objectif Lune sur la Terre (They Put a Moonlander on the Earth!) de la saison 3, elle commence à s'intégrer à la vie sur Terre avec beaucoup de difficultés. Elle fera également une petite apparition dans le dernier épisode de la série, La dernière aventure (The Last Adventure!). D'après le scénariste Sam King, il s'agit d'un personnage LGBT.

#### Dieux de l’Olympe
Les Dieux de l'Olympe sont, comme dans la réalité, des divinités issues de la mythologie grecque. Dans la série animée, ils sont principalement représentés par trois personnages : Sélène, Hercule et Zeus. Ils apparaissent pour la première fois dans l'épisode La Lance de Sélène ! (The Spear of Selene !) de la saison 1.
- Sélène est la déesse de la Lune et est une amie très chère à Della.
- Hercule[Note 11] (Storkules en VO[Note 12]) est le fils de Zeus. Il est physiquement imposant avec un cœur noble mais il est également naïf. Il idolâtre Donald et peut être très envahissant envers lui.
- Zeus est le dieu des dieux, père d'Hercule et frère d'Hadès. Il souffre d'un complexe d'infériorité envers Picsou.
- Hadès est le dieu des enfers. Il n'apparaît qu'une fois dans la série, pendant l'épisode Les nouveaux dieux de l'Olympe ! (New Gods on the Block!)[133] de la saison 3.

#### Lily Bouillotte
Lily Bouillotte (Zan Owlson en VO) est une femme d'affaires qui apparaît pour la première fois dans l'épisode La ballade de Duke Baleineau ! (The Ballad of Duke Baloney!) de la saison 2. Elle est originellement la conseillère de Gripsou et est bien plus compétente que lui. Avec la disparition de son patron après la catastrophe provoquée par Miss Tick à la fin de la saison 1, elle reprend le poste de PDG des entreprises Gripsou jusqu'à son retour. Après avoir craquée sous la pression, elle décide de démissionner de son poste à la fin de la saison 2. Dans l'épisode Ça craint un Mask ! (Let's Get Dangerous!) de la saison 3, on peut voir qu'elle est devenue maire de Bourg-Les-Canards et que grâce à une politique efficace, elle a réussi à baisser le taux de criminalité de la ville.

#### Jim Starling
Jim Starling est un acteur et l'ancienne star de la série télévisée de super-héros Myster Mask (Darkwing Duck), une "série dans la série" où il a joué le personnage principal.
Il apparaît donc tout d'abord (et à plusieurs reprises), en tant qu'acteur jouant le personnage de Myster Mask dans la série éponyme. Ses apparitions se font alors via l'écran de télévision que certains membres de la bande sont en train de regarder (particulièrement Flagada, qui est un fan). Sa première apparition dans l'histoire aux côtés des héros se fait dans l'épisode Le retour de Myster Mask ! (The Duck Knight Returns!). En effet, dans cet épisode, il va apprendre que les studios Picsou ont l'intention d'adapter sa série en film. Le problème est que pour relancer la série, ils ont l'intention d'embaucher un acteur plus jeune du nom d'Albert Colvert. Fou de rage, Jim va tout faire pour récupérer son rôle. Échec après échec, il décide d'être plus radical en tentant de tuer son successeur. Mais finalement, sa tentative se retournera contre lui et il sera laissé pour mort à la suite d'un accident qu'il a lui-même provoqué. Il est en réalité bien vivant et prépare sa vengeance dans l'ombre,. Tombé dans la folie, son apparence révèle qu'il est Sinister Mask (Negaduck en VO),.

#### Albert Colvert / Myster Mask
Albert Colvert / Myster Mask (Drake Mallard / Darkwing Duck en VO) est à l'origine un personnage créé pour la série animée Myster Mask (Darkwing Duck) de 1991. Il y incarne un super-héros sans pouvoir parodiant, entre autres Batman.
Dans La Bande à Picsou, le personnage apparaît à partir de l'épisode Le retour de Myster Mask ! (The Duck Knight Returns!) et est présenté à l'origine comme un acteur prometteur remplaçant Jim Starling dans le rôle de Myster Mask pour le film éponyme des studios Picsou rebootant la série du même nom. Il va rencontrer Flagada dans les studios, avec qui il va développer une amitié grâce à leur passion commune pour la série Myster Mask. Quand Jim Starling va apprendre qu'Albert le remplace, il va tenter par différents moyens de le tuer allant jusqu'à provoquer un accident pendant le tournage du film. Après l'échec du tournage, Flagada convainc Albert de devenir un super-héros dans la vraie vie en arborant lui-même le nom de Myster Mask,. Dans le dernier épisode de la saison 2, Invasion Lunaire ! (Moonvasion!), il aide Picsou à défendre la ville des attaques de l'armée de la Lune. Dans l'épisode Ça craint un Mask ! (Let's Get Dangerous!) de la saison 3, on apprend qu'il a déménagé à Bourg-Les-Canards pour y installer sa base secrète et commencer sa mission de super-héros, lutter contre le crime. C'est d'ailleurs là-bas qu'il fera la connaissance de sa future coéquipière : Poussinette.

#### Poussinette Canardstein
Poussinette Canardstein (Gosalyn Waddlemeyer en VO) est à l'origine un personnage créé pour la série animée Myster Mask (Darkwing Duck) de 1991. Dans cette série, elle est la fille adoptive de Myster Mask.
Dans La Bande à Picsou, elle fait sa toute première apparition dans l'épisode Ça craint un Mask ! (Let's Get Dangerous!) de la saison 3. Elle rencontre Myster Mask alors qu'elle essaie de s'introduire dans le laboratoire de Taurus Bulba. Le héros masqué croit qu'il s'agit d'une voleuse et tente de l'arrêter. En réalité, elle enquêtait sur la disparition de son grand-père, professeur qui travaillait avec Taurus. En effet, ce dernier a été emporté dans une autre dimension alors qu'il essayait d'avertir son collègue, à propos de la dangerosité du "Crapo" (Ramrod en VO), machine qu'ils ont construite pour extraire des objets venant d'une autre dimension. Myster Mask et Flagada vont essayer de l'aider à retrouver son grand-père et exposer au grand jour la vraie nature de Taurus. Pendant leur combat, le "Crapo" va devenir instable créant plusieurs failles. Poussinette n'aura pas d'autre choix que de détruire la machine et d'abandonner tout espoir de retrouver son grand-père. Albert va la prendre sous son aile en tant que partenaire de lutte contre le crime. Avec Flagada, ils formeront un trio.

#### Daisy Duck
Daisy Duck est un personnage phare de Disney, apparu pour la première fois sous son nom en 1940.
Daisy Duck apparaît pour la première fois dans l'épisode Louie's Eleven! de la saison 3 comme assistante personnelle de l'influenceuse Emma Glamour. Alors qu'elle organise la fête de Glamour, Donald va la rencontrer pour la première fois et avoir un coup de foudre. Dans l'épisode Les nouveaux dieux de l'Olympe ! (New Gods on the Block!), Daisy et Donald officialisent leur relation avec un rendez-vous entre amoureux.

#### Le Héron Noir
Le Héron Noir (Black Heron en VO) apparaît pour la première fois (et uniquement) dans la série de 2017.
Cette experte en art martiaux est introduite dans l'épisode Les Dossiers confidentiels de l'agent 22 (From the Confidential Case Files of Agent 22!) en tant que vieille ennemie de Mamie Baba quand elle travaillait pour le S.H.U.S.H.. On apprend dans l'épisode La première aventure ! (The First Adventure!) qu'elle a cofondé le F.O.W.L. avec Bradford Buzzard.

#### Crésus Flairsou
Crésus Flairsou (John D. Rockerduck en VO) est un homme d'affaires milliardaire créé en 1961 par Carl Barks. C'est un adversaire récurrent de Picsou.
Dans la série, il apparaît pour la première fois dans l'épisode Picsou, le hors-la-loi ! (The Outlaw Scrooge McDuck!) de la saison 2. Quand Picsou était plus jeune, dans les années 1930, Flairsou était un homme d'affaires véreux qui opérait dans le Far West. Il s'attribue une pépite d'or ayant été découverte par Picsou et Goldie. Ces derniers finiront par la récupérer. On le revoit à la fin de l'épisode Invasion Lunaire ! (Moonvasion!) où l'on peut constater qu'il a survécu jusqu'à nos jours en étant conservé dans un bloc de glace et qu'il est devenu membre du F.O.W.L.. Par la suite, dans l'épisode La Fontaine de Jouvence (The Forbidden Fountain of the Foreverglades!) de la saison 3, il utilise l'eau de la fameuse Fontaine afin de pouvoir rajeunir. Enfin, il est présent avec les autres membres du F.O.W.L. dans le dernier épisode de la série, La dernière aventure (The Last Adventure!), pour mener la lutte finale contre Picsou. Flairsou est toujours accompagné par Lusky, un homme de main à la carrure impressionnante.

#### Bec d'Acier
Bec d'Acier (Steelbeak en VO) est un coq anthropomorphique doté d'un bec renforcé en acier; il est à l'origine un personnage créé pour la série animée Myster Mask (Darkwing Duck) de 1991. Dans cette série, il était un agent important du F.O.W.L. et dirigeait les oisomelettes. Il n'apparaît pas dans La Bande à Picsou de 1987.
Dans la série de 2017, il fait son apparition à la fin de l'épisode Invasion Lunaire ! (Moonvasion!) de la saison 2, où il est présenté comme membre de l'organisation. Dans l'épisode Agent Flagada ! (Double-O-Duck in You Only Crash Twice!) de la saison 3, il travaille en duo avec le Héron Noir. Cette dernière a mis au point un rayon modifiant l'intelligence, qu'elle voulait utiliser sur Picsou pour le rendre stupide. Comme cette dernière ne cesse de le rabaisser, Bec d'Acier, frustré, retourne le rayon contre elle puis a l'intention de l'utiliser sur tout Canardville. Il finit par être contré par Flagada.

## Personnages invités

### Kit Cloudkicker
Kit Cloudkicker est à l'origine un personnage créé pour la série animée Super Baloo (TaleSpin) en 1990 et n'apparaît pas dans la série de 1987. Il s'agit d'un ours anthropomorphique, membre la compagnie de livraison "Loopilote" ("Higher for Hire" en VO) fondée par Baloo. Dans Super Baloo, l'un des principaux ennemis des Loopilote (et donc de Kit) est Don Karnage. Cet antagonisme est repris dans La Bande à Picsou 2017.
Kit fait son apparition dans l'un des derniers épisodes de la saison 3 La cargaison perdue de Kit Cloudkicker ! (The Lost Cargo of Kit Cloudkicker!). Il est alors plus âgé que dans Super Baloo et est devenu le patron (et unique membre) de Loopilote. Il connait vaguement Della, car ils ont fréquenté la même école de pilotage. Par la suite, il fera un caméo à l'occasion du dernier épisode de la série, La dernière aventure (The Last Adventure!).

### Molly Cunningham
Molly Cunningham est à l'origine un personnage créé pour la série animée Super Baloo (TaleSpin) en 1990 et n'apparaît pas dans la série de 1987. Il s'agit d'une oursonne anthropomorphique, fille de Rebecca Cunningham (l'ancienne patronne de la compagnie de livraison Loopilote).
Molly apparaît vers la fin de l'épisode La cargaison perdue de Kit Cloudkicker ! (The Lost Cargo of Kit Cloudkicker!) de la saison 3. Elle est alors plus âgée que dans Super Baloo et n'est plus liée à Loopilote. Molly vient proposer à son ami d'enfance, Kit, d'intégrer sa troupe de cirque pour le "show de la plus grande cascadeuse qui défie la mort dans les airs" ("Danger Woman's Death-Defying Sky Circus"). Par la suite, elle fera un caméo à l'occasion du dernier épisode de la série, La dernière aventure (The Last Adventure!).

### Dingo
Dingo (Goofy en VO) est un personnage emblématique de Disney qui a fait ses débuts dans un court métrage en 1932. Il n'apparait pas dans La Bande à Picsou de 1987, mais son apparence dans la série de 2017 est inspirée de sa version dans La Bande à Dingo (Goof Troop) de 1992.
Dingo apparaît uniquement dans l'épisode Couacs en vrac! (Quack Pack!) du début de la saison 3. À ce moment-là, la famille Duck est coincée dans un univers fictif fonctionnant comme une sitcom. La faute en revient à un vœu de Donald, formulé auprès d'un génie de la lampe farceur. Dingo est alors un photographe ami de la famille. Au cours d'une conversation, il fait référence à son fils Max dont il montre une grande quantité de photographies.

### Super-villains de Myster Mask
Megavolt, Liquidator, Poker-Naze (Quackerjack en VO), et Moudugenou (Bushroot en VO) sont des méchants de la série animée Myster Mask (Darkwing Duck) de 1991. Dans cette série, ils forment ensemble avec Sinister Mask, un groupe de méchants appelé "Les cinq mercenaires" (The Fearsome Five).
Dans La Bande à Picsou de 2017, ce sont des personnages fictifs de la série Myster Mask qui est une "série dans la série". On peut les apercevoir quand Flagada, fan de la série, regarde son show à la télé. Mégavolt, Liquidator et Poker-Naze apparaissent pour la première fois dans l'épisode Attention au C.O.P.A.I.N. (Beware the B.U.D.D.Y. System !) de la saison 1. On peut voir de nouveau Poker-Naze accompagné de Morfacula (Paddywhack en VO), un autre méchant de la série, dans l'épisode Amitiés surnaturelles ! (Friendship Hates Magic!) de la saison 2. Dans l'épisode Le retour de Myster Mask ! (The Duck Knight Returns!), pendant le tournage d'un film consacré à Myster Mask, nous pouvons voir un acteur prenant le rôle de Mégavolt. Dans l'épisode Ça craint un Mask ! (Let's Get Dangerous!) de la saison 3, Moudugenou vient également faire son apparition. Dans ce même épisode, le scientifique Taurus Bulba va utiliser une machine appelée "Crapo" (Ramrod en VO) permettant d'extraire des objets venant d'une autre dimension, pour pouvoir amener le groupe des quatre méchants dans le monde réel.

### Taurus Bulba
Taurus Bulba est un méchant de la série animée Myster Mask (Darkwing Duck) de 1991. Il est le premier méchant à apparaître dans la série, dans le rôle d'un puissant chef du crime, responsable de la mort du grand-père de Poussinette. Dans cette série, son nom en version française est Toros Bulba.
Dans La Bande à Picsou de 2017, Taurus Bulba est un scientifique du centre de recherche Picsou se trouvant à Bourg-Les-Canards. Il apparaît pour la première fois dans l'épisode Ça craint un Mask ! (Let's Get Dangerous!) de la saison 3. Il a construit avec le professeur Canardstein (Professor Waddlemeyer en VO), une machine du nom de "Crapo" (Ramrod en VO) capable d'extraire des objets d'une autre dimension. Travaillant secrètement pour le F.O.W.L., il a pu fusionner la machine avec une relique nommée circuit de Solego (relique mentionnée dans le carnet de Isabella Finch). Mais cette machine s'est trouvée être très instable et dangereuse, si bien que le professeur Canardstein et même le directeur du F.O.W.L., Bradford Buzzard, ont demandé à Taurus d'arrêter ses recherches. Ce dernier décide de les trahir tous les deux et de continuer par intérêt personnel. Le professeur finira par être emporté dans une autre dimension à cause d'une faille de la machine. Quant à Taurus, il finit par être démasqué par la petite-fille du professeur, Poussinette Canardstein, avec l'aide de Myster Mask qui va également détruire la machine,.

### Tic et Tac et les rangers du risque
Les rangers du risque (Rescue Rangers en VO) sont une équipe de détectives/aventuriers créée pour la série animée Tic et Tac, les rangers du risque de 1989. Les chefs d'équipe, Tic et Tac, sont des personnages populaires de l'univers Disney, apparus bien plus tôt (sans être nommés) dans le court-métrage d'animation Pluto soldat en 1943. Ils ont par la suite eut une longue filmographie.
Dans la série de 2017, ils font leur première apparition dans l'épisode Agent Flagada ! (Double-O-Duck in You Only Crash Twice!) où ils sont à l'origine des animaux "normaux" détenu par le F.O.W.L. pour servir de cobaye. C'est le Héron Noir qui mène les expériences : elle utilise une pierre magique pour créer un pistolet capable d'augmenter ou de diminuer l'intelligence d'un individu à volonté. Les membres des rangers ont ainsi vu leur intelligence s'élever jusqu'à une niveau "humain". C'est grâce à Flagada et Fifi, se trouvant par hasard dans les locaux du F.O.W.L. que l'équipe parvient à s'échapper en construisant un petit avion. Leur rôle dans l'épisode est secondaire et le seul membre mis légèrement en avant est la souris Gadget,. Les rangers font également une petite apparition dans le dernier épisode de la série, La dernière aventure (The Last Adventure!).
- Tic et Tac (Chip and Dale en VO) sont les fondateurs et leader des Rangers du Risque. Ce sont des tamias anthropomorphiques.
- Gadget est la pilote et mécanicienne du groupe. C'est une souris anthropomorphique femelle.
- Jack le Costaud (Monterey Jack en VO) est le grand costaud du groupe. C'est une souris anthropomorphique mâle.
- Ruzor (Zipper en VO) est une petite mouche verte non-anthropomorphique.

### Les Wuzzles
Les Wuzzles sont des créatures hybrides regroupant deux animaux en un, créés pour la série homonyme Les Wuzzles (Disney's Wuzzles) de 1985.
Très sympathiques et humanisés dans leur série d'origine, ils apparaissent dans La Bande à Picsou 2017 comme des animaux non anthropomorphiques plus réalistes, voir dangereux. Ils sont ici les habitants chimériques d'une île où la "pierre d'avant" est tombée après avoir été perdue par Kit quand il la transportait dans son avion. La pierre permettant de fusionner les êtres vivants, la faune de l'île s'est retrouvée peuplée de monstruosités. Dans l'épisode ont voit en particulier les personnages Rhinosinge (Rhinokey) mi-rhinocéros, mi-singe et Papillourse (Butterbear) mi-ours, mi-papillon.

### J. Jones
J. Jones est un chien anthropomorphique qui apparaît pour la première fois en bande dessinée en tant que voisin de Donald. Il a été créé en 1943 par Carl Barks. En France, il est nommé Lagrogne.
Dans la série de 2017, on retrouve une nouvelle version du personnage. En effet, il n'est plus le voisin de Donald mais il est présenté comme étant son "conseiller en gestion de la colère". Dans la version française, il garde le nom de Jones. Il apparaît uniquement dans l'épisode Le périple de Donald Duck ! (What Ever Happened to Donald Duck?!) de la saison 2.

### Matilda Picsou
Matilda Picsou (Matilda McDuck en VO) est l’une des deux sœurs de Picsou. Elle est dans un premier temps mentionnée pour la première fois par Carl Barks dans l'esquisse d'un arbre généalogique de la famille Duck en 1950 avant de devenir un personnage important de la série La Jeunesse de Picsou de Don Rosa à partir de 1992.
Dans la série de 2017, elle est toujours sœur de Picsou et membre du clan McPicou. Elle est d'abord mentionnée dans le tout premier épisode de la série, La Bande à Picsou et l'Atlantide ! (Woo-oo!), sur le tableau de conspiration de Zaza. Elle apparaît réellement pour la première fois dans l'épisode Le château du clan McPicsou ! (The Fight for Castle McDuck!) de la saison 3 où elle va se disputer avec Picsou pour une vieille histoire de famille.

### Lulu et Zizi
Lulu et Zizi (May and June en VO) sont de jeunes canes anthropomorphiques issues de la bandes dessinée et créées par Carl Barks en 1953. Avec leur sœur Lili (April) elles sont triplées et sont les nièces de Daisy.
Dans la série de 2017, une toute nouvelle version de ces personnages est présentée. En effet, lors de leur première apparition dans l'épisode final, La dernière aventure (The Last Adventure!), elles sont présentées dans des cuves à l'intérieur du laboratoire du F.O.W.L. Découvertes par la bande à Picsou, on va apprendre qu'elles sont les clones de Zaza, qui est en réalité Lili (elle même créée à partir de l'ADN de Picsou). Ramenées au manoir, Riri va découvrir qu'elles sont en réalité des agentes du F.O.W.L., venues pour récupérer les trésors de Finch manquants et kidnapper Zaza pour l’emmener auprès de Bradford Buzzard. Après "l'élimination" de leur créatrice par Bradford, le Héron Noir, elles décident de rejoindre les Duck,.

## Personnages mineurs

### Apparaissant dans les deux séries
- Les Terra-terriens (The Terra-firmians en VO) ou "les Cracs Badaboums" dans les BD françaises, sont un peuple souterrain apparaissant pour la première fois en bande dessinée. Ils ont été créés par Carl Barks dans l'histoire Rencontre avec les Cracs-Badaboums (Land Beneath the Ground!) publiée en 1956[152]. Ils sont faits de pierre et se déplacent en roulant.
Dans la série de 1987, ils apparaissent dans l'épisode Tremblement de terre (Earth Quack). Ils sont alors dirigés par un roi non nommé et déclenchent des tremblements de terre sous le coffre-fort de Picsou.
Dans la série de 2017, c'est dans l'épisode Le Peuple souterrain (Terror of the Terra-firmians!) qu'ils font leur apparition. Après avoir vu un film d'horreur sur les "monstres taupes", Riri et Zaza partent explorer les tunnels abandonnés du métro afin de vérifier l’existence des mythiques "Terra-terriens"[153].

- Webra Walters est une journaliste snob, créée spécialement pour la première série. C'est une chienne anthropomorphique dont le personnage est basé sur Barbara Walters.
Dans la série de 1987, elle fait ses débuts dans Bien mal acquis ne profite jamais (Send in the Clones)[154], où elle visite le manoir McPicsou pour faire un reportage sur la vie quotidienne de Picsou. Par la suite, elle fait des réapparitions mineures tout au long de la série. On la verra également dans plusieurs épisodes de Myster Mask.
Dans la série de 2017, Webra Walters fait une apparition lors d'un flashback (durant les années 80) dans l'épisode La vie et les crimes de Picsou (The Life and Crimes of Scrooge McDuck!) de la saison 3. Dans cette histoire, elle couvre un reportage sur une chasse au trésor de Gripsou qui tournera à l'affrontement avec Picsou.

- Capitaine Corne De Brouillard (Captain Farley Foghorn en VO) est un capitaine de navire très maladroit, créé pour la première série.
Dans la série de 1987, il apparaît pour la première fois dans l'épisode Le Triangle des Bermudes (Bermuda Triangle Tangle) de la saison 1 où la société "Cap Temp" (Capitaine Temporaire Service, soit Temp Cap : Temporary Captain Service en VO) l'envoi pour remplacer le capitaine de Picsou qui est absent. Au plus grand désarroi de celui-ci, la société va de nouveau appeler Corne De Brouillard pour remplacer le capitaine du zeppelin du milliardaire dans l'épisode L'Inécrasable Hindentanic (The Uncrashable Hindentanic)[155].
Dans la série de 2017, Corne de Brouillard fait un caméo dans l'épisode Les Noëls passés ! (Last Christmas!)[156] de la saison 2 en tant que participant à la première fête de Noël annuelle des entreprises Picsou.

### Uniquement dans la série de 1987
- El Capitán est un ancien capitaine de galion espagnol dont l'avidité insensée pour l'or l'a maintenu en vie pendant quatre siècles. Il apparaît tout le long du pilote de la série divisé en 5 parties[63]. Son but est d'obtenir l'or de la vallée du soleil d’or qu'il revendique. Pour l'atteindre, il n'hésite pas à s'allier aux Rapetou et à Gripsou.

- Vacation Van Honk est une oie anthropomorphique qui apparaît en arrière plan durant tout le long de la saison 1 de la série en parlant pratiquement jamais. Il est reconnaissable par ses vêtements de touriste (chemise à fleur et lunettes de soleil). Néanmoins, il a le droit à une petite scène dans l'épisode Le Chevalier Géo de Trouvetou (Sir Gyro de Gearloose)[157] où il est présenté comme un client insatisfait de Géo.

- Poupon est le frère de Dijon et apparaît dans le dernier épisode en deux parties de la série, La Poule aux œufs d'or (The Golden Goose)[111]. Il est le chef de la Confrérie de l'Oie, les protecteurs d'un ancien artefact "l'oie d'or" permettant de transformer en or tout ce qu'on touche avec. Après avoir retrouvé son frère avec qui il était séparé depuis longtemps, il lui confie la protection de l'oie pour qu'il puisse se racheter auprès de la famille. Ce dernier va se faire dérober l'oie mais va se racheter en aidant à la retrouver et la remettre à sa place initiale. Contrairement à Dijon, Poupon est honnête et dévoué à sa noble cause.

- Mlle Quackenbush est la professeure de Riri, Fifi, Loulou et plus tard, de Bubba. Il s'agit d'une femme plutôt sympathique, même si dans l'épisode Peur de son ombre (Nothing To Fear), une fausse version d'elle même, créée par la magie de Miss Tick, se révèle avoir une apparence cauchemardesque[158].

### Uniquement dans la série de 2017
- Manny, le destrier sans tête (Manny, the Headless Man-Horse en VO) est un personnage créé pour la série de 2017. C'est un cheval sans tête introduit dès le premier épisode La Bande à Picsou et l'Atlantide ! (Woo-oo!). Il est à l'origine l'un des monstres du garage de Picsou, mais sera réhabilité après avoir reçu la tête coupée d'une statue du milliardaire (attribut qu'il portera alors systématiquement). Il reviendra ensuite en tant que stagiaire dans le laboratoire de Géo et deviendra un personnage récurrent. Manny se tient debout sur ses pattes arrière, n'ayant pas de tête, il ne parle pas et ne peut communiquer qu'en battant des sabots. Dans le dernier épisode de la série, La dernière aventure (The Last Adventure!), on apprend par le Fantôme Noir qu'il est le "Cheval sans tête de l'Apocalypse". Il fera appel à ses pouvoirs mystiques à contrecœur pour prendre sa vraie forme et aider les Duck à vaincre le F.O.W.L. Il retrouvera alors sa tête, mais aussi des ailes de démons dans le dos. Sous ce nouvel aspect, il a été pensé comme une référence à la série Disney Gargoyles, les anges de la nuit[10].

- Lusky apparaît pour la première fois en bande dessinée en tant que secrétaire de Flairsou en 1987, il a été créé par le quatuor italien Abramo Barosso, Giampaolo Barosso, Romano Scarpa et Giorgio Cavazzano[159].
Dans la série de 2017, il devient un homme de main taiseux à la carrure impressionnante (en VO, il se nomme par son nom anglais, Jeeves). Il apparaît en même temps que Flairsou dans l'épisode Picsou, le hors-la-loi ! (The Outlaw Scrooge McDuck!) de la saison 2. Cet épisode se déroule dans les années 1930, Lusky aide Flairsou à garder une pépite d'or trouvée par Picsou et Goldie. Mais après avoir été soudoyé, il finit par les aider au détriment de Flairsou. Il est revu plus tard, dans l'épisode Invasion Lunaire ! (Moonvasion!) qui se déroule dans le présent, il est toujours au service de Flairsou. Le fait qu'il ait pu survivre jusqu'à nos jours s'explique par sa transformation en un être qui ressemble au monstre de Frankenstein[59]. Il sera présent au côté de son patron dans l'épisode final La dernière aventure (The Last Adventure!) pour tenter de vaincre la famille Duck.

- Pepper est un personnage inventé spécialement pour la série de 2017. Cette cane anthropomorphique fait sa première apparition dans l'épisode Apprentissage magique (The Phantom and the Sorceress!) de la saison 3[160]. Elle ne fait qu'une intervention rapide où l'on peut voir qu'elle est une oisomelette (c'est-à-dire un membre mineur du F.O.W.L.). C'est dans l'épisode Le château du clan McPicsou ! (The Fight for Castle McDuck!) que son personnage sera approfondi, alors qu'elle fait équipe avec le Fantôme Noir pour voler une cornemuse magique dans le château des McPicsou. Énergique et très bavarde, elle deviendra pourtant amie avec le Fantôme Noir plutôt taiseux et solitaire[109]. Enfin, on la reverra dans le dernier épisode de la série, La dernière aventure (The Last Adventure!) où elle est montée en grade et devenue un membre important du F.O.W.L.

- Johnny et Randy sont des coqs anthropomorphiques jumeaux. Ils sont les animateurs de l'émission L'empire du Repose-Pied (The Ottoman Empire)[Note 17] où ils fabriquent des tabourets, émission très regardée par Loulou. Ils apparaissent pour la première fois dans l'épisode À la recherche de la pièce fétiche (The Great Dime Chase!) de la saison 1. On les voit par la suite dans différents épisodes sous forme de running gag. Dans l'épisode Le Canard le plus riche du monde ! (The Richest Duck in the World!) de la saison 2, on apprend qu'ils se sont séparés car Randy se trouvait trop beau pour monter un tabouret dans un show TV et Johnny n'a pas pu digérer cette trahison. Ils décident de retravailler ensemble quand Loulou leur propose 100 millions de dollars pour monter un tabouret. Dans le dernier épisode de la série, La dernière aventure (The Last Adventure!), leur histoire se termine dans leur série TV quand ils sont réunis avec leur père, disparu depuis longtemps.

- Roxanne Featherly est une cane anthropomorphique au plumage vert, elle est journaliste à Canardville. Le personnage apparaît dès le premier épisode La Bande à Picsou et l'Atlantide ! (Woo-oo!) où elle interviewe Picsou au sujet du joyau de l'Atlantide. Par la suite, elle fait des apparitions mineures tout au long des saisons 1 et 2.

- Gabby McStabberson est une mercenaire spécialisée dans l'assassinat qui apparaît dès le premier épisode La Bande à Picsou et l'Atlantide ! (Woo-oo!) où elle est engagée par Gripsou. Elle dit avoir été formée par des moines guerriers. Elle fera par la suite différentes apparitions mineures durant la série. Elle apparaît généralement en tant qu'ennemie des Duck mais peut également être une alliée, comme dans l'épisode Invasion Lunaire ! (Moonvasion!), où elle se bat au côté de Picsou pour défendre la terre contre l'invasion des habitants de la Lune[35].

- Hack et Slash Smashnikov[Note 18] sont des loups anthropomorphiques, mercenaires travaillant en duo. Ils apparaissent en même temps que Gabby dans l'épisode La Bande à Picsou et l'Atlantide ! (Woo-oo!) où ils sont engagés par Gripsou. Ils feront par la suite différentes apparitions mineures durant la série.

- Falcon Graves est un faucon anthropomorphique qui apparaît pour la première fois dans l'épisode Le Stage infernal chez Mark Beaks (The Infernal Internship of Mark Beaks!) de la saison 1. Dans cet épisode, il est présenté comme un espion industriel. Il va aller dans l'entreprise de Mark Beaks pour tenter de voler un de ses projets, mais il s'apercevra que son commanditaire est Beaks lui-même et que le projet n'existe pas. L'objectif était de faire un coup de pub pour l'entreprise[161]. On le revoit dans l'épisode Louie's Eleven! de la saison 3 où il se fait passer pour un agent de sécurité travaillant à la fête d'Emma Glamour, afin de voler son téléphone et de le vendre à un acheteur inconnu. Il sera consterné d'apprendre que Mark Beaks se trouve être l'acheteur et finira par se faire arrêter.

- Amunet est un chacal anthropomorphique femelle qui apparaît pour la première fois dans l'épisode Les Momies vivantes de Toth-Ra (The Living Mummies of Toth-Ra!) de la saison 1 en tant que leader de la dernière génération d'adeptes de Toth-Ra, les momies vivantes[162]. Elle est de retour dans l'épisode Invasion Lunaire ! (Moonvasion!) en compagnie des autres momies vivantes et de D'jin pour repousser les sélénites qui ont envahi l'Égypte[35].

- Gibbous et Zenith sont un couple d'habitants de la Lune qui ont été créés spécialement pour la série de 2017. Ils apparaissent pour la première fois dans l'épisode La lance dorée ! (The Golden Spear!)[163] de la saison 2 où ils vont rencontrer Della pour la première fois et vont écouter ses histoires avec enthousiasme et curiosité. Intrigués, ils voudront, avec d'autres sélénites, l'accompagner dans son voyage pour la Terre. Mais ils se feront tromper par le Général Lunaris qui va les convaincre que Della est une ennemie et qu'il faut attaquer la Terre. Dans l'épisode Invasion Lunaire ! (Moonvasion!), ils vont participer à l'invasion de la planète jusqu'à ce qu'ils découvrent le vrai visage de Lunaris. À ce moment, ils vont rejoindre le camp des terriens et libérer leurs captifs. Dans l'épisode Objectif Lune sur la Terre (They Put a Moonlander on the Earth!) de la saison 3, on découvre que contrairement au lieutenant Pénombre, le couple s'est bien habitué à la vie sur Terre et qu'ils ont même pris un chien. Gibbous a également été embauché en tant qu'assistant de Gripsou.

- N'a qu'une jambe (Peg Leg Meg[Note 19] en VO) est un membre des Pirates du Ciel de Don Karnage, cette chienne anthropomorphique occupe le poste de second sur son vaisseau. Elle est nommée d'après sa jambe gauche, qui est remplacée par une cheville de métal. À la suite de son introduction dans Pirates du ciel... Dans le ciel ! (Sky Pirates... in the Sky!)[164] lors de la saison 1, elle fait des réapparitions mineures tout au long de la série.

- Isabella Finch est une exploratrice légendaire et la fondatrice des Castor Junior dans cet univers (dans les bandes dessinées, c'est Clinton Ecoutum qui a créé ce groupe). Le personnage appartient au passé de la série de 2017 et n'apparait jamais dans les épisodes, mais il est souvent cité ou visible sur des peintures.
La première mention de Finch a lieu dans le premier épisode de la saison 3 Le défi des Castors junior senior ! (Challenge of the Senior Junior Woodchucks!) où Picsou avoue qu'elle était l'un de ses héros et qu'elle l'a fortement inspiré dans sa quête d'aventure. Dans le même épisode, on apprend que l'exploratrice a laissé derrière elle un journal contenant des informations sur ses aventures, y compris des « mystères manquants » qu'elle n'a jamais pu découvrir. C'est Picsou et sa famille qui retrouvent le journal et entreprennent de terminer son œuvre[165]. On nous révèle également que le F.O.W.L. désire lui aussi mettre la main sur ces artefacts perdus dans le but de réaliser leurs plans. Une grande partie des épisodes suivants concernera la recherche des objets mystérieux du carnet de Finch par la bande. Dans le dernier épisode La dernière aventure (The Last Adventure!), il est révélé que Bradford est le petit-fils de l'exploratrice et qu'il l'a accompagnée dans la plupart de ses aventures. Cependant, il en a gardé un très mauvais souvenir[10].
Voici une liste des « mystères manquants » de Finch liés aux épisodes dans lequel ils apparaissent :
  - La lampe perdue de Cali Baba (The Lost Lamp of Collie Baba), dans Couacs en vrac! (Quack Pack!)
  - Le diamant du troisième œil (The Third Eye Diamond), dans Agent Flagada! (Double-O-Duck in You Only Crash Twice!)
  - La harpe perdue de Mervana (The Lost Harp of Mervana), dans l'épisode du même nom
  - La fontaine de jouvence (The Forbidden Fountain of the Foreverglades), dans l'épisode du même nom
  - Le circuit de Solego (The Solego's Circuit), dans Ça craint un Mask! (Let's Get Dangerous!)
  - L'épée brisée de Constanpinson (The Split Sword of Swanstantine), dans l'épisode du même nom
  - La cornemuse sacrée du clan McPicsou (The Blessed Bagpipes of Clan McDuck), dans Le château du clan McPicsou ! (The Fight for Castle McDuck!)
  - La pierre de ce qui fut (The Stone of What Was), dans La cargaison perdue de Kit Cloudkicker ! (The Lost Cargo of Kit Cloudkicker!)